# Tratado das Alcáçovas-Toledo
O Tratado das Alcáçovas (também conhecido como Paz de Alcáçovas) foi um diploma assinado pelos representantes dos Reis Católicos, Isabel de Castela e Fernando de Aragão, por um lado, e o rei Afonso V de Portugal e seu filho João II pelo outro, colocando fim à Guerra de sucessão de Castela (1475-1479). O tratado, assinado no Paço dos Henriques, na vila portuguesa de Alcáçovas, no Alentejo, em 4 de setembro de 1479, foi ratificado pelo rei de Portugal em 8 de setembro de 1479 e pelos Reis Católicos em 6 de março de 1480, na cidade de Toledo, pelo que também ficou conhecido como Tratado das Alcáçovas-Toledo.
No entanto, este acordo teve que ser revogado devido aos inúmeros incumprimentos por parte de Espanha. Foi por isso que a 7 de Junho de 1494 se assinou um novo tratado, em Tordesilhas.

## História
Portugal, na qualidade de principal Estado monárquico empenhado no reconhecimento de direitos sobre as ilhas atlânticas e a costa africana durante a década de 1470, ao seu final viu-se enfrentado uma série de conflitos com o reino vizinho. Uma vez concluída, na Península Ibérica, uma guerra favorável a Castela, os representantes de ambos os Estados firmaram um acordo de paz.
Além de formalizar o fim das hostilidades (pelo qual Joana, a Beltraneja, e seu tio e marido Afonso V de Portugal, desistiam para sempre das suas pretensões ao trono da Coroa de Castela), o Tratado continha outras cláusulas concernentes à política de projeção externa de ambos os países, num momento em que os dois reinos competiam pelo domínio do Oceano Atlântico e das terras até então descobertas na costa africana.
Por essas cláusulas, Portugal obtinha o reconhecimento do seu domínio sobre a ilha da Madeira, o Arquipélago dos Açores, o de Cabo Verde e a costa da Guiné, enquanto que Castela recebia as ilhas Canárias (exploradas por Diego Garcia de Herrera em 1476), renunciando a navegar ao Sul do cabo Bojador, ou seja, do Paralelo 27 no qual se encontravam as próprias ilhas. Regulamentava também as áreas de influência e de expansão de ambas as coroas pelo Reino Oatácida de Fez, no Norte de África.
O Tratado foi o primeiro do género, que regulamentava a posse de terras ainda não descobertas. Refletia os anseios de Portugal, interessado em garantir direitos sobre a costa da Mina e o Golfo da Guiné, e no prosseguimento da sua exploração da costa africana, na premissa de que por aquela via se conseguiria a esperada passagem para as Índias.

### Cláusulas principais
- Põe fim às hostilidades da Guerra de Sucessão de Castela (1475-1479). Afonso V de Portugal renuncia ao trono de Castela e, em troca, os Reis Católicos renunciam ao trono português;
- Reparte os territórios do Atlântico entre os dois países. Portugal mantém o controle sobre suas possessões da Guiné, a Costa da Mina, Madeira, Açores, Ilha das Flores e Cabo Verde. Castela tem reconhecida sua soberania sobre as Canárias;
- É reconhecida a exclusividade de Portugal sobre a conquista do Reino de Fez.

Em paralelo ao tratado das Alcáçovas, se negociaram as chamadas Tercerias de Moura, que resolviam a questão dinástica castelhana, impondo a Joana de Castela, rival de Isabel pelo trono de Castela, a renúncia a todos os seus títulos castelhanos. Também acordavam o casamento da infanta Isabel, filha dos Reis Católicos, com o neto do rei português, Dom Afonso. O enorme dote pago pelos pais da noiva representa a indenização de guerra obtida por Portugal.

Signatários do Tratado
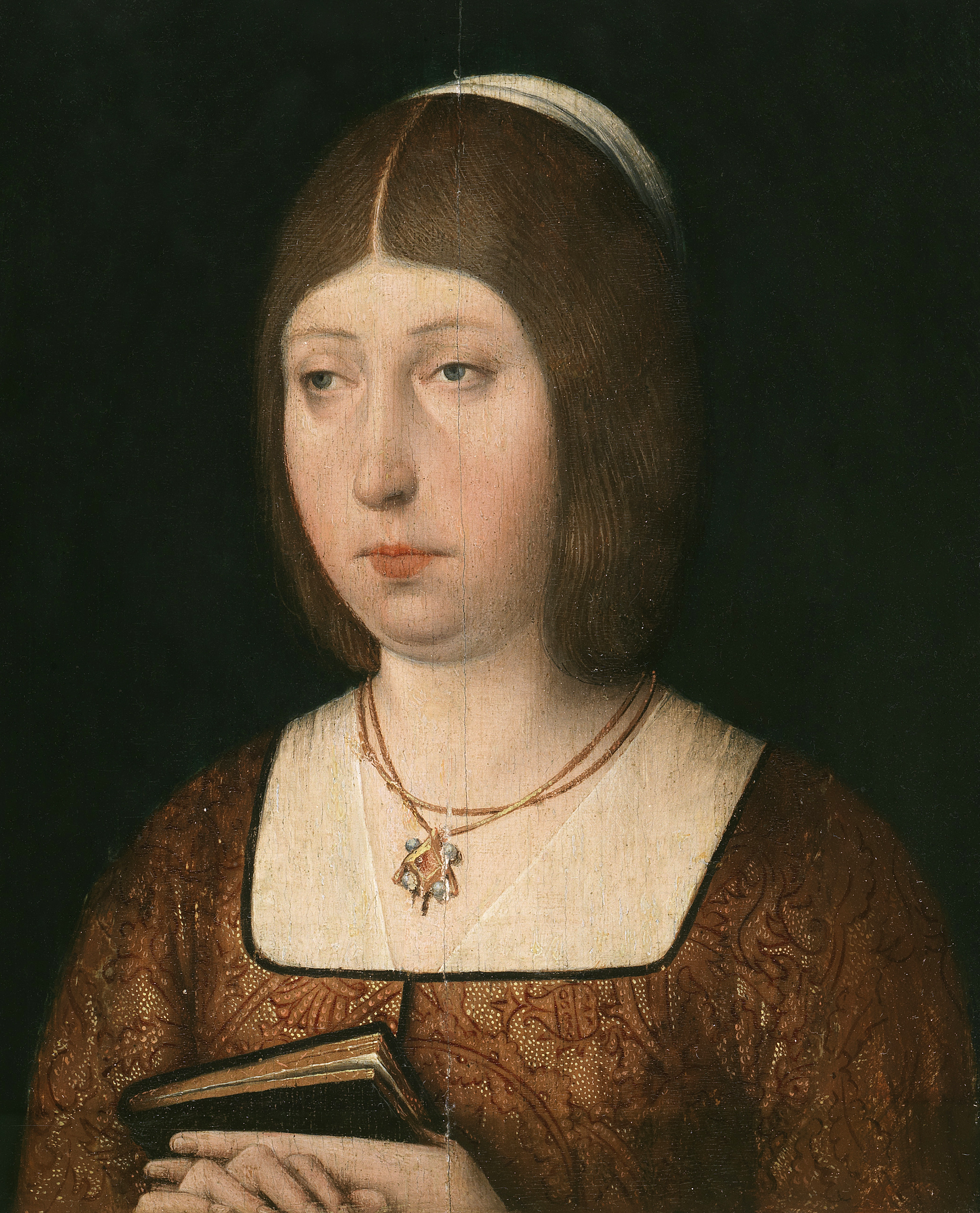
Isabel I de Castela
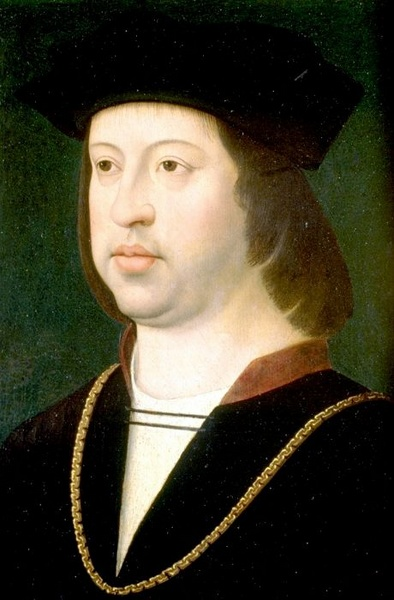
Fernando II de Aragão
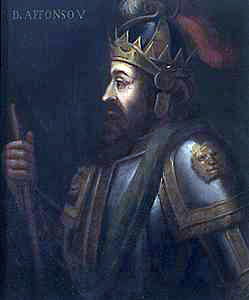
Afonso V de Portugal
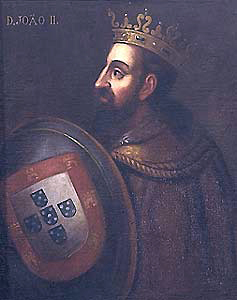
João, príncipe herdeiro de Portugal

## Antecedentes

### Guerra de Sucessão de Castela

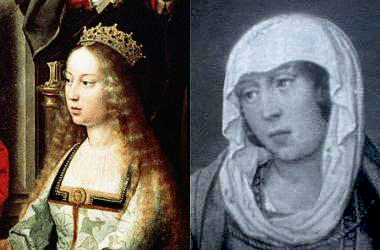
Isabel e Joana

Com o falecimento do rei de Castela Henrique IV em 1474, existiam dois pretendentes ao trono: sua filha única Joana e sua meia-irmã Isabel.
Joana tinha o apoio de uma parte importante da alta nobreza castelhana e de seu prometido, o rei Afonso V de Portugal. Isabel contava com o resto da nobreza e com o apoio da Coroa de Aragão, já que estava casada com seu herdeiro Fernando.
As hostilidades tiveram início em 1475. A guerra por terra se desenvolveu principalmente na Meseta Norte de Castela, e favoreceu as tropas isabelinas a partir da Batalha de Toro (1476). A partir de então, o conflito continuou no mar, com frotas castelhana e portuguesa lutando entre si e competindo por trazer riquezas das distantes terras da Guiné.
A derrota castelhana no mar e a incapacidade portuguesa para ganhar a guerra na terra levaram as partes a iniciar negociações de paz em 1479.

### Rivalidade entre Portugal e Castela no Atlântico

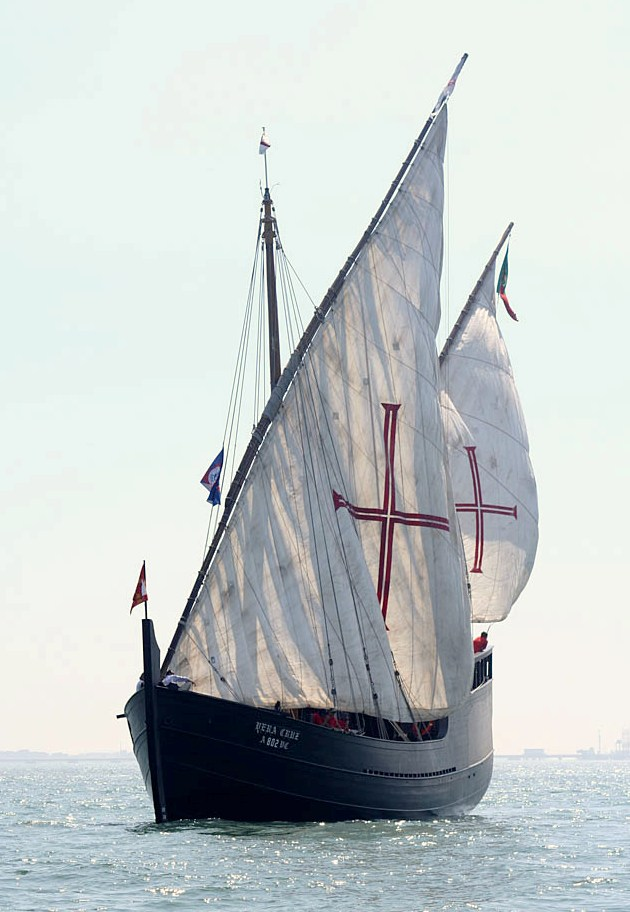
Reconstrução atual de uma caravela portuguesa.

Ao longo do século XV, os exploradores, comerciantes e pescadores de Portugal e de Castela foram adentrando cada vez mais no Oceano Atlântico. Os reis de ambos os reinos impuseram taxas às mercadorias trazidas de ultramar e rapidamente surgiram atritos sobre a que soberano correspondiam os impostos provenientes de cada um dos territórios descobertos. Uma importante disputa foi pelo controle sobre os territórios da Guiné e Costa da Mina, muito ricos em ouro e escravos. Outro ponto importante foi a quem correspondia o direito de conquista sobre as Ilhas Canárias.
As ilhas de Lanzarote, Fuerteventura e Hierro foram conquistadas por cavaleiros normandos para Castela, entre 1402 e 1405, mas os navegadores portugueses costumavam aportar nas ilhas e capturar escravos nelas. Em 1431, João I de Portugal e João II de Castela assinaram um primeiro tratado de paz. Porém, a disputa sobre a posse das Canárias continuou, sendo apresentada ao Concílio de Basileia de 1435. Em 1449, o rei português Afonso V chegou a outorgar a si o monopólio do comércio das Canárias.
Em 1441, chegavam a Lisboa os primeiros carregamentos documentados de ouro procedentes da Guiné. Inicialmente, o papado tomou uma posição neutra entre Portugal e Castela a respeito de seus direitos sobre África, como na bula Rex Regnum, do Papa Eugénio IV, de 1443). Mas entre 1452 e 1455, o Papa Nicolau V favoreceu os esforços dos portugueses com uma série de bulas, outorgando-lhes o controle exclusivo sobre os territórios desde os cabos Bojador e Não até toda a Guiné e "até onde se estende a praia meridional". Isto levou os portugueses a assaltar e capturar barcos castelhanos que retornavam da Guiné, provocando uma disputa diplomática entre os dois reinos, que não teve efeito, devido à morte de João II de Castela, em 1454, e à situação de debilidade de seu sucessor Henrique IV.
Em 1456, o papa seguinte, Calisto III, confirmou o monopólio de Portugal e ainda outorgou à Ordem de Cristo portuguesa a autoridade eclesiástica em todas as terras desde os cabos de Bojador e Nam "até as Índias". O rei de Portugal adotou uma política comercial aberta, permitindo aos súditos estrangeiros fazer comércio nas costas africanas em troca do pagamento de impostos. O único prejudicado era então o rei de Castela.
Em agosto de 1475, com o início da guerra, Isabel reclamou que as partes de África e Guiné pertenceriam a Castela por direito e incitou seus comerciantes a navegar por elas sem autorização portuguesa, iniciando a guerra naval no Atlântico.